# 2188 Orlenok
2188 Orlenok (1976 UL4) là một tiểu hành tinh vành đai chính được phát hiện ngày 28 tháng 10 năm 1976 bởi L. V. Zhuravleva ở Đài vật lý thiên văn Crimean.